# Берхман Петро Федорович
Петро Федорович Берхман (нім. Berchmann; 1749—1803) — генерал-поручик, командир лейб-гренадерського полку, командувач військами в Санкт-Петербурзі.

## Біографія
Народився у 1749 році. Був не одним сином в сім'ї, брати: Іван Федорович — бригадир; Федір Федорович (1753—1806) — генерал-лейтенант.
За часів першої турецької війни він знаходився на ескадрі, відправленій до Архіпелагу, брав участь у битві при Чесмі . Незабаром Берхман повернувся до Росії там продовжив службу в лейб-гвардії Преображенського полку, в 1779 був назначений у полковники з призначенням командира до Тобольського піхотного полку .
3 жовтня 1788 року по наказу командир Тобольського піхотного полку був переведений в генерал-майори і, за рекомендацією Потьомкіна, призначений віце-полковником в Лейб-гренадерському полку .
В 1789 року Берхман вступив в театр російсько-шведської війни і 8 червня вже був відзначений в битві при Парасальмі і Санкт-Міхеле, там його і поранили. Граф Мусін-Пушкін, доносячи імператриці Катерині II про взяття Санкт-Міхеля, згадував про заслуги генерал-майора Берхмана «який, поступаючи хоробро і розторопно, відбив ворожий загін, висланий на наших єгерів, і швидким своїм наближенням привів в недорозуміння правий фланг ворога». Своє повідомлення головнокомандувач закінчував уявленням двох прапорів і штандарта, відбитих російськими військами. 18 квітня 1790 Берхман був відзначений в битві при Пардакоскі, за що був нагороджений орденом Св. Володимира 2-го ступеня. Також 26 листопада 1793 року Берхман був нагороджений орденом Святого Георгія 4-го ступеня.
В 1795 році Берхман отримав звання генерал-поручика і призначений командувачем військ в Санкт-Петербурзі зі збереженням посади командира полку.
Помер Берхман у 1803 році в Москві . Був похований на Введенському цвинтарі.

## Родина
Сини:
- Олександр Петрович Берхман (1785—1849) — генерал-лейтенант
- Карл (1787—1827) очолював Павловський лейб-гвардії полк (1813—1815 рр.)